# Alliopsis tinctipennis
Alliopsis tinctipennis är en tvåvingeart som först beskrevs av Malloch 1929.  Alliopsis tinctipennis ingår i släktet Alliopsis och familjen blomsterflugor. Inga underarter finns listade i Catalogue of Life.